# Godille
Pour les articles homonymes, voir Godille (ski).
La godille est un aviron à la fois propulsif et directionnel placé à l'arrière d'une embarcation, elle désigne aussi la technique utilisée propre à cet aviron.
En France, cette technique est surtout utilisée sur les côtes de la Manche et de l'Atlantique, ainsi que par tous les bateliers et mariniers, à bord de leur "bachot" (annexe), qui la pratiquent aussi en courses de vitesse. Elle est pratiquée également aux Pays-Bas, en Allemagne du Nord et au Danemark. En Suède, elle est répandue sur la côte ouest mais très peu sur la côte baltique. Elle est connue mais rarement utilisée dans les îles britanniques. Hormis le cas particulier de la voga veneta (it) à Venise, qui offre des analogies avec la godille telle que nous la connaissons, elle est pratiquement inconnue en Méditerranée (l'architecture des pointus ne s'y prête absolument pas, au contraire des bateaux à tableau arrière qui sont traditionnellement de règle en Europe du nord-ouest).

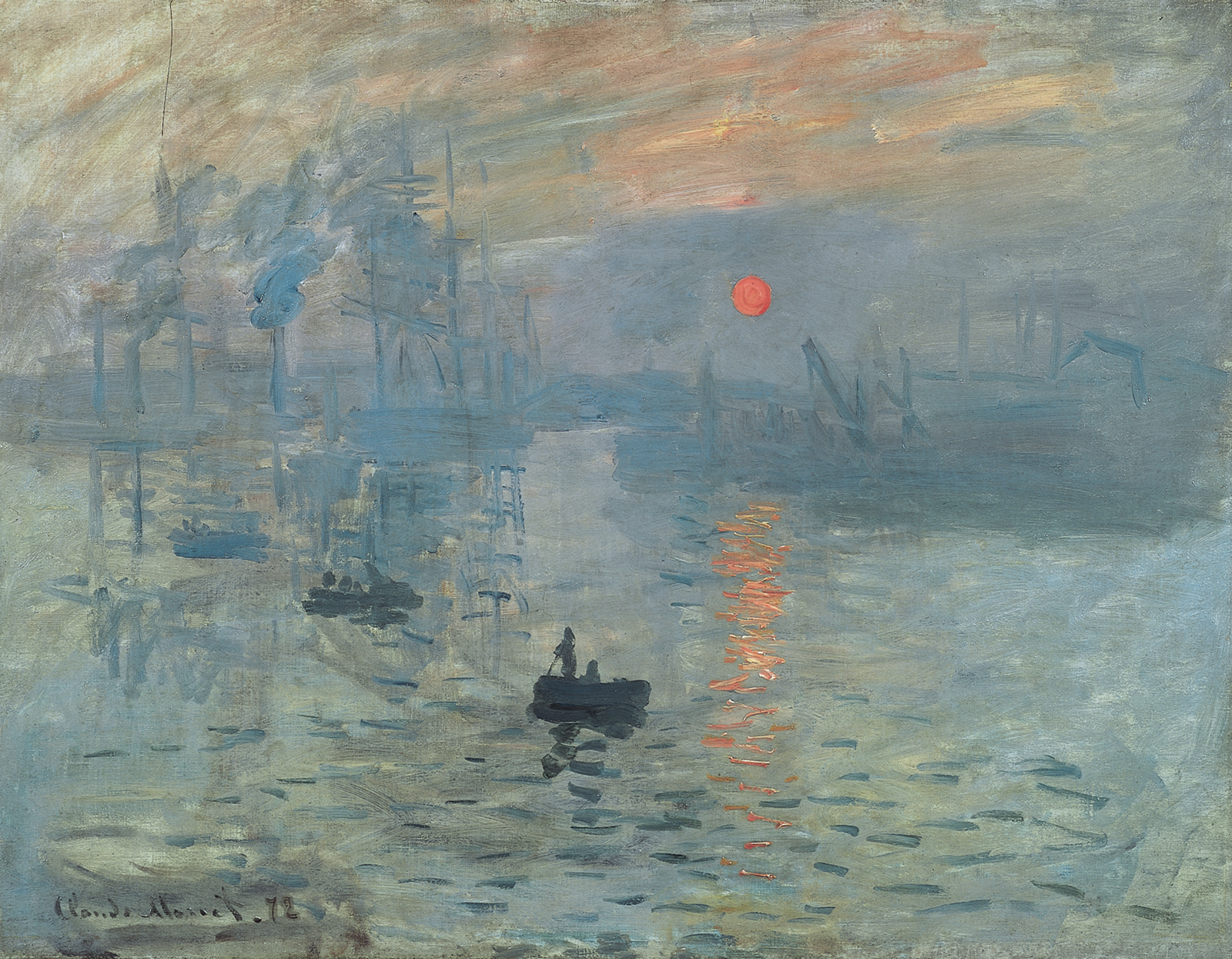
Un godilleur peint par Claude Monet dans son tableau Impression, soleil levant

## Principe

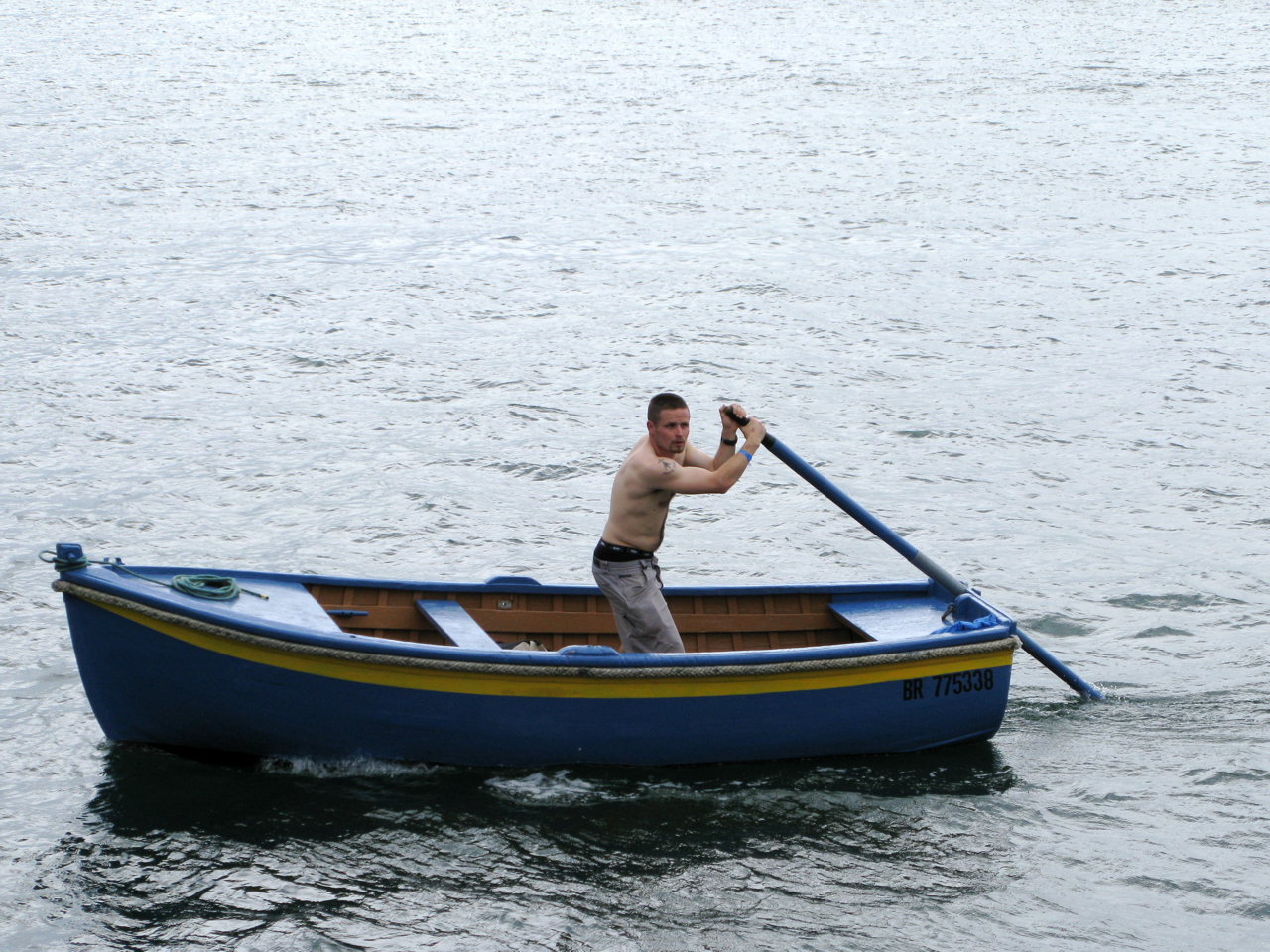
Godilleur à Brest

L'aviron prend appui dans une engoujure découpée dans le tableau arrière du bateau (éventuellement une dame de nage peut faire l'affaire à condition d'être inclinée pour être d'équerre avec l'aviron). L'aviron est mis en mouvement par le godilleur qui se tient face à l'arrière et saisit l'aviron à la hauteur des épaules. Il est possible de se tenir de côté et d'actionner l'aviron d'une seule main pour avoir une meilleure visibilité dans les manœuvres, mais c'est au prix d'une moindre force propulsive.

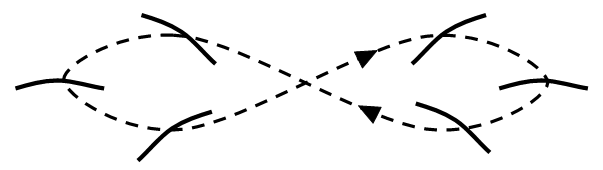

Le mouvement de la pelle est celui qu'aurait la pale d'une hélice dont le sens de rotation et le calage (l'angle d'attaque) s'inverseraient tous les huitièmes de tour, le secteur angulaire décrit étant de l'ordre de 20 à 30 degrés de chaque côté de la verticale. Les mains du godilleur décrivent des sortes de « 8 » pour donner à la pelle une incidence plus ou moins forte compatible avec un écoulement « attaché » (non décroché). Au changement de sens le godilleur donne un rapide mouvement de poignet pour que la pelle ne soit pas soulevée par la pression de l'eau. Cette technique est également utilisée en canoë et kayak dans la manœuvre de déplacement latéral connue sous le terme d' « appel navette ».
Technique de virage : le godilleur peut tourner large en se décalant latéralement, plus serré en donnant plus d'incidence à la pelle dans un sens que dans l'autre (ce qui est similaire à la technique de voga veneta utilisée par exemple par les gondoliers lorsqu'ils combinent un mouvement propulsif de nage simple avec des variations d'incidence permettant d'ajuster la trajectoire de leur embarcation), et sur place en effectuant un mouvement identique à celui de la nage.
Pour apprendre à godiller, il est préférable d'utiliser un aviron long, sur un bateau assez lourd. Il est souhaitable que le bateau ait une bonne stabilité directionnelle, grâce à une surface immergée, comme une quille ou un gouvernail bloqué dans l'axe qui empêche l'arrière de l'embarcation de déraper latéralement sous l'effet de la composante latérale de la poussée.

## Caractéristiques

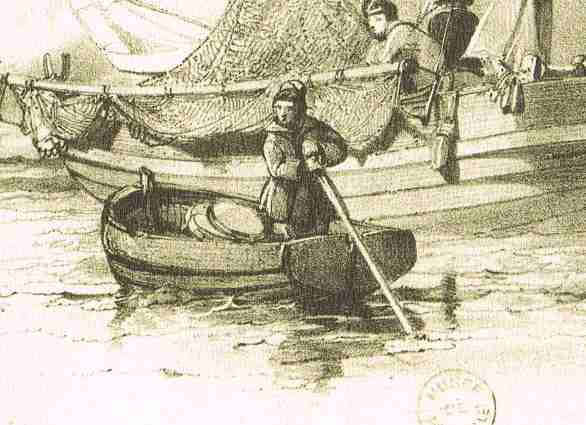
Charles Mozin : Détail d'une gravure

### L'aviron de godille
L'aviron de godille se distingue de la rame par plusieurs caractéristiques :
- la pelle est longue (typiquement un quart de l'aviron, plus pour la godille chinoise),
- elle est étroite (typiquement le double du diamètre du fût, moins pour la godille chinoise),
- elle est épaisse pour conserver une bonne rigidité,
- ses bords d'attaque sont parallèles (ou convergent très légèrement vers l'extrémité) et affinés,
- le fût est plus rigide et donc d'un diamètre plus important,
- la poignée, quand elle est marquée, est plus longue pour faire de la place aux deux mains,
- et d'un diamètre plus fort pour diminuer l'effort nécessaire au coup de poignet final (le bout du majeur devrait juste toucher le bout du pouce).

La longueur d'un aviron de godille doit être adaptée à la hauteur de l'engoujure au-dessus de l'eau, à celle des épaules du godilleur au-dessus de l'engoujure, et à l'effort (plus l'effort est important plus l'aviron doit être incliné). Dans le cas d'une annexe un aviron adapté dépassera souvent légèrement la taille du bateau. Dans le cas d'un canot de quatre à cinq mètres sur lequel les pieds du godilleur sont à peu près à la hauteur de la flottaison et où l'aviron est incliné d'environ 45°, le fût devrait mesurer plus de deux mètres et donc l'aviron entier près de trois mètres. Un grand godilleur ou un canot particulièrement lourd gagneront beaucoup à dépasser cette valeur. Sur un voilier de tonnage important on pourra rencontrer un aviron dépassant six mètres.
L'aviron de godille s'use assez rapidement au contact de l'engoujure et il lui arrive de casser à cet endroit. La pratique traditionnelle est alors de le raccommoder par un assemblage en biseau. On en profite pour lui donner un angle en taillant le plan du biseau parallèlement au plan de la pelle, ce qui lui donne l'allure, et une partie de la facilité d'utilisation, d'une godille chinoise.

### Avantages
- simplicité : un seul aviron, pas de pièces mécaniques spécifiques (l'utilisation d'une dame de nage n'est pas une nécessité mais au contraire un pis-aller)
- continuité : la godille exerce une poussée continue contrairement aux autres utilisations d'avirons (nage, vogue) ou de pagaies.
- efficacité : la pelle travaille « en finesse », en écoulement attaché, avec un rendement propulsif supérieur à celui de la nage « en poussée » : cela permet à une personne seule de propulser un bateau de tonnage important.
- encombrement : le débattement de l'aviron étant relativement faible et effectué en position debout, la godille est beaucoup plus adaptée à la propulsion d'une annexe encombrée que la nage.
- manœuvrabilité : comme l'aviron ne dépasse pas sur les côtés, il est facile d'effectuer les manœuvres d'abordage ou accostage et de circuler sur un plan d'eau encombré (navette).

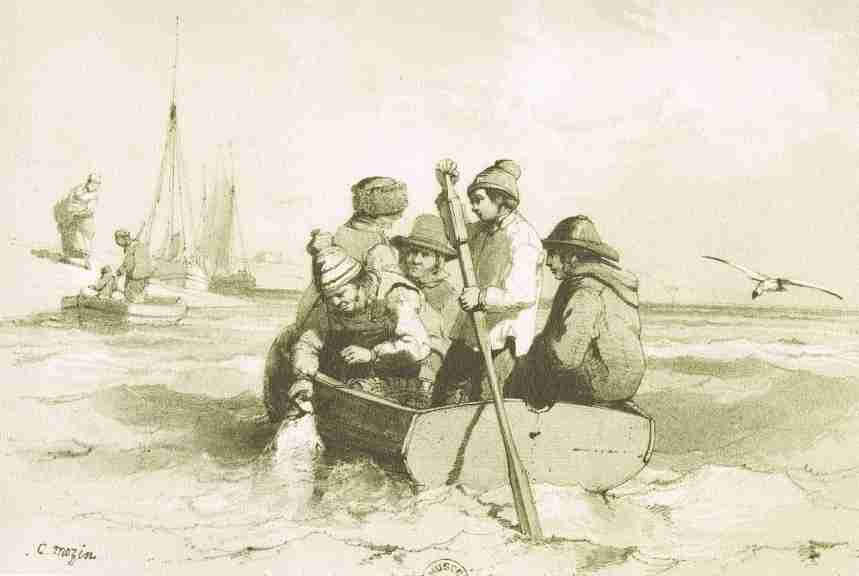
Charles Mozin : Le mousse utilise la godille pour percher, la profondeur d'eau ne nécessitant pas de godiller

- perchage: l'aviron se prête facilement à la propulsion à la perche (qui est la technique la plus efficace par très petits fonds).
- trajectoire : la propulsion est dans l'axe,
- guidage : l'aviron, dont la pelle est mise en drapeau, peut servir de gouvernail (s'il est assez lourd pour rester immergé), quand le bateau court sur son erre (ou sous voile).
- rapidité de mise en place : la godille se met en place (elle est « parée », en vocabulaire maritime) très rapidement, ce qui peut s'avérer utile quand il faut agir sur la manœuvre rapidement.
- sobriété et élégance : la godille ne fait pas de bruit, ne salit pas, ne sent pas mauvais, ne tombe pas en panne et ne se prend pas dans les divers filins que l'on croise entre deux eaux dans les ports et leurs environs.
- beauté : comme l'ont montré Claude Monet et surtout Mathurin Méheut, ce mouvement est beau, cela est probablement dû à sa continuité.

### Inconvénients
- l'efficacité relative de la godille par rapport aux autres modes de propulsion se dégrade très fortement sur un plan d'eau agitée.
- les petits avirons du commerce (pour pneumatiques par exemple), légers et courts, se prêtent mal à la godille.
- on ne peut godiller avec force (à deux mains) qu'en regardant l'arrière (voir néanmoins la godille chinoise ci-dessous) ;
- on peut difficilement godiller à plusieurs sur un même bateau (voir néanmoins la godille chinoise ci-dessous) ;
- la reprise après l'interruption du mouvement est délicate si le bateau a de l'erre ;
- le freinage est difficile et très peu efficace (voir la godille arrière ci-dessous), note : certains godilleurs freinent en faisant bifurquer brusquement l'embarcation, à la manière d'un dérapage en automobile ;

## Godille arrière etcoraclesgallois
Il est possible de godiller en arrière sans pour autant transporter l'aviron à l'autre bout du bateau. Pour ce faire on place l'extrémité de l'aviron sur son épaule et on le saisit avec les mains une soixantaine de centimètres plus bas. Le mouvement des mains est identique mais l'effet est inversé par l'échange entre le point d'appui et le point d'action. La puissance est limitée par deux facteurs : c'est le godilleur qui supporte l'effort qui était supporté en marche avant par l'engoujure, et le bras de levier est limité par la physiologie du godilleur.
Cette façon de godiller est l'un des deux modes de propulsion des coracles gallois (l'autre est le portage). Le godilleur se tient assis face à l'avant et utilise une sorte de pagaie dont la pelle peut être profilée (plate ou creuse vers le godilleur, bombée vers l'avant). Il la tient un peu comme une pagaie simple de canoë ou de pirogue, mais elle ne sort pas de l'eau. La main supérieure est le point fixe, la main inférieure effectue les mouvements de godille.

## Godille chinoise

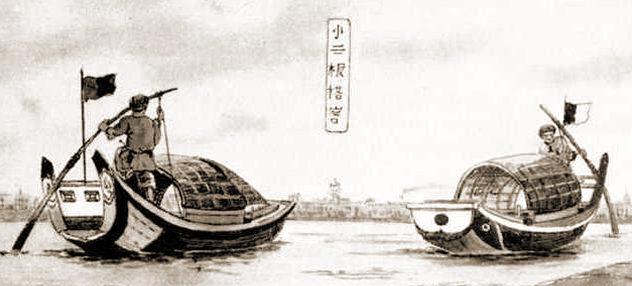
Sampan chinois propulsé à la godille par un yáolǔ.

En Extrême-Orient la godille propulse les bateaux traditionnels de toute taille. Les godilles des plus gros peuvent être doubles et/ou actionnées par plusieurs personnes.
Les spectateurs de fêtes nautiques de Brest 2008 ont pu y observer un bateau japonais traditionnel (bateau à 8 rames de Yaizu) propulsé par huit godilles latérales posées sur des portants (outriggers en anglais) et fournissant une poussée décalée et oblique par rapport à l'axe du bateau.
La pelle se raccorde au fût par un angle obtus. À la hauteur de cet angle une coupelle métallique s'articule sur une pointe fixée à l'arrière du bateau. La pelle est profilée, sa face arrière (intrados) étant plane ou légèrement creuse et sa face avant (extrados) bombée. Le fût est retenu vers le bas par un cordage qui compense le plus gros de l'effort de propulsion. Le seul effort du godilleur se limite à entretenir le mouvement alternatif. Pour cela, il se tient sur le côté de l'aviron, une main sur le fût produit le mouvement, l'autre sur le cordage règle l'angle d'incidence.

## La godille comme art
On trouve dans Le Cours de navigation des Glénans une évocation de cette technique, que l'on doit à l’écrivain Jean-Pierre Abraham et au responsable technique Jean-Louis Goldschmid :
« La godille est sans aucun doute un art, et sa maîtrise constitue l'une des plus nobles conquêtes de l'apprenti marin. Les services qu'elle peut rendre, apparemment modestes, peu vantés, sont innombrables. Il n'est pas d'exemple d'instrument alliant une efficacité sans défaillance à une aussi remarquable économie de moyens. […] 

Mais il faudra encore quelques heures de mise au point avant de pouvoir connaître les plus hautes satisfactions que réserve la pratique de la godille : sur l'eau calme d'un port aux rives peuplées, godiller d'une main (l'autre dans la poche) tourné vers l'avant du bateau, progresser à petits coups tranquilles, tout en ayant l'air de penser à autre chose. »

## La godille comme sport
Depuis 2000 l'association La Godille Lampaulaise organise tous les ans une course de godille entre l'île Molène et Lampaul-Plouarzel. Les meilleurs équipages effectuent la traversée en moins de deux heures et demie.
Pour soutenir la SNSM et faire connaître leur association et sa course deux membres de la Godille Lampaulaise ont tenté en juin 2009 de traverser la Manche de Helford River (en) à Ouessant sur un canot de 4,5 mètres, une traversée de 90 milles marins (145 km) qui devait être accomplie en deux jours. Malheureusement la brume a interrompu la traversée après un parcours de 35 milles en 18 heures.
Depuis 2011, ont lieu à Port Lay à Groix les Championnats du monde de godille.

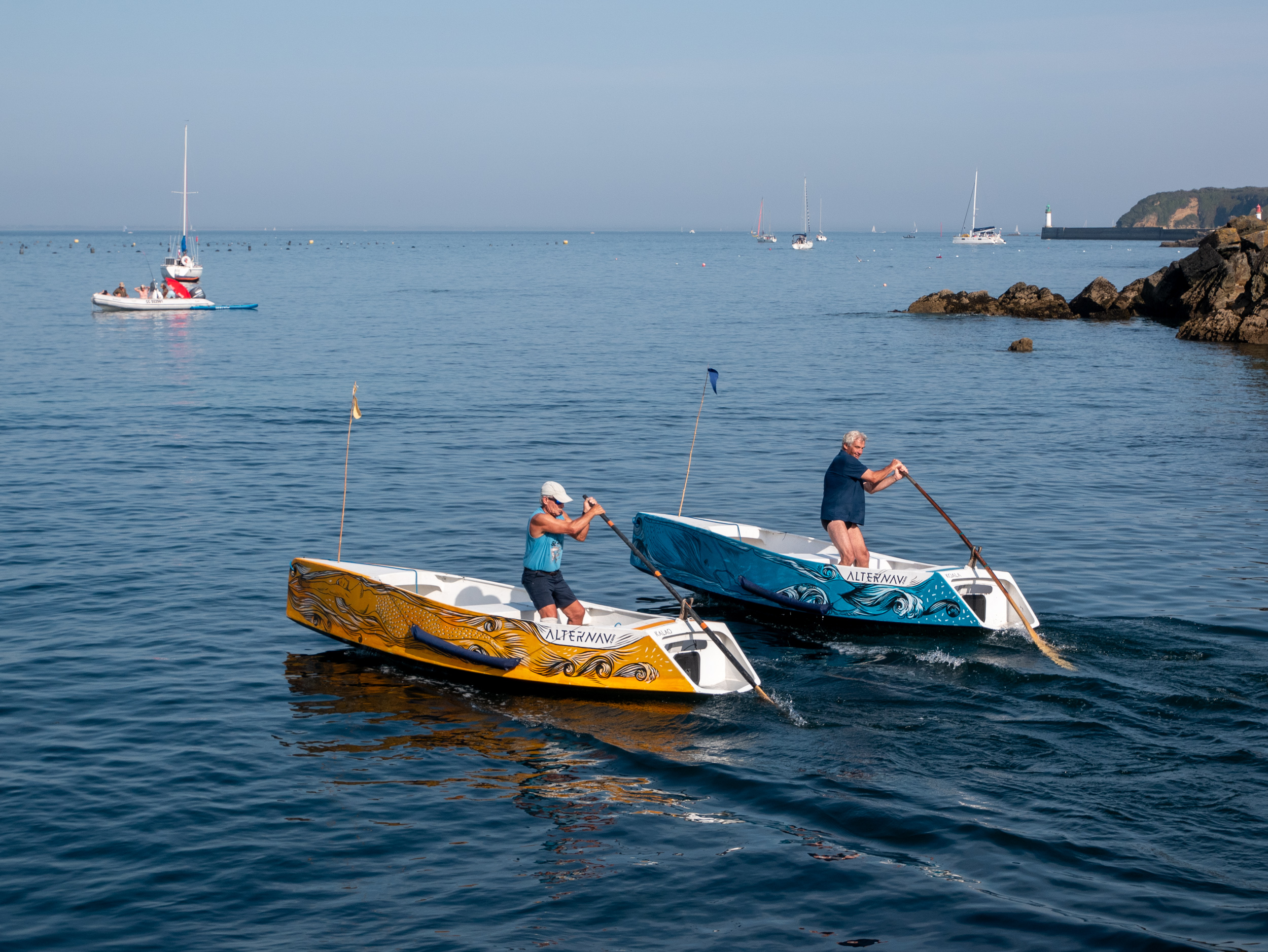
Championnats du monde de godille organisés à Groix (Port Lay), 12e édition en 2023

## Exploit à la godille
A 49 ans Hervé Le Merrer a traversé l'Atlantique à la godille en 59 jours sur son bateau "Eizh an Eizh" (huit en huit ...en Français) de 6.50m, parti le 28 décembre 2017 il est arrivé en Martinique le samedi 24 février 2018 en ayant perdu 10 kilos dans ce qu'il appelle lui même une expérience. Hervé Le Merrer skipper Breton (Trébeuden) a déjà traversé 21 fois l'Atlantique à la voile.[réf. nécessaire]

## Godiller sans aviron
Sur des voiliers légers comme les dériveurs de sport (Finn, Laser, 420, optimist, etc.) il est courant de propulser le bateau par calme plat en donnant de grands coups de gouvernail, l'efficacité augmentant en le balançant latéralement par un roulis artificiel (dénommé Rocking) synchronisé avec le mouvement de la barre.
Cette pratique, parfois remarquablement efficace, est interdite en course (elle tombe sous le coup de la règle 42, anciennement règle 60 des règlements de la fédération internationale de voile, Word Sailing, anciennement ISAF), ce qui ne veut pas dire qu'elle soit totalement absente des régates, les arbitres sur l'eau n'étant pas dotés du don d'ubiquité, une dérogation existant toutefois pour déséchouer le bateau ou pour porter assistance à un voilier en détresse ou un homme à la mer.
On l'observe principalement lors de la phase de pré-départ, où les bateaux sont vent debout et presque arrêtés,  donc sans moyens de propulsion, près de la ligne de départ et luttent "au couteau" pour la place la plus favorable (un bon départ permet de "voler" le vent des adversaires et compte pour 40 % dans le résultat d'une course d'après le champion Paul Elvström). Elle est aussi utilisée (légalement) pour rentrer à terre en cas d'annulation d'une course par manque de vent.
Cette manœuvre fonctionne aussi, quoique avec moins d'efficacité sur les petits quillards de régate tels que le Soling ou le Star ainsi que sur les voiliers habitables de moins de 7m de long. On l'utilise parfois pour se mouvoir dans un port en cas de panne ou d'absence d'un moteur.. et d'un aviron de godille. Pour induire plus efficacement le mouvement de roulis sur ces bateaux lestés, il est courant d'employer deux équipiers accrochés chacun d'un bord après un hauban, les pieds sur le plat bord, qui se projettent en dehors et se rentrent en cadence, un peu comme un enfant sur une escarpolette.
Elle ne fonctionne pas pour les catamarans de sport même légers ou sur les voiliers ayant un gouvernail fortement compensé.
Elle n'est pas sans danger pour le gouvernail car elle lui impose des efforts parfois brutaux pour lesquels les aiguillots et les fémelots (les charnières d'articulation) ne sont pas forcément dimensionnés, il est conseillé aux barreurs les plus athlétiques de modérer leur effort, notamment au moment du changement d'orientation de la pale.

## Filmographie
- L'Île nue de Kaneto Shindō comporte une longue scène de godille d'un sampan lourdement chargé.

## Sens dérivés
La presse emploie facilement le mot godiller pour déprécier une action lente et de direction incertaine d'un gouvernement.
Le mouvement alternatif de la godille est probablement ce qui a inspiré l'usage de ce terme pour désigner :
- une technique de ski consistant à enchaîner rapidement de très courts virages.
- un mouvement de base en natation synchronisée qui consiste à être allongé sur le dos à la surface de l'eau, en faisant ressortir, la tête, la poitrine, les pieds et les chevilles. Cette position est maintenue grâce au mouvement alternatif des mains (effet essuie-glace) près du corps et à une pression des mains sur l'eau.
- un petit instrument de pêche en eau douce permettant d'animer un leurre placé sur un hameçon.
- un petit moteur hors-bord, appelé plutôt motogodille ; les premiers moteurs hors bord, développés en France par le baron Gabriel Trouche avant la guerre de 1914, avaient un long arbre de transmission oblique, portant l'hélice, dans le prolongement du vilebrequin du moteur (fabriqué par l'industriel Buchet, un constructeur de motos), contrairement à la disposition actuelle développée par l'américano-suédois Ole Evinrude avec un vilebrequin vertical et un renvoi d'angle par engrenages côniques dans l'embase porte-hélice, une disposition favorisant la compacité. L'expression motogodille est restée longtemps en usage dans la France d'outre-mer, ce dont témoigne la chanson  La Motogodille crée par le chanteur et navigateur de plaisance Antoine avec une musique de style tahitien. Les Américains qui ont aussi développé des hors-bord à arbre oblique utilisaient la dénomination plaisante d'eggbeater (littéralement « batteur à œufs ») pour désigner cette architecture mécanique.